# NGC 2031
NGC 2031 je otvoreni skup u zviježđu Stolu. 

## Vanjske poveznice
- SEDS: NGC 2031